# NGC 330
NGC 330 ist ein Kugelsternhaufen in der Kleinen Magellanschen Wolke im Sternbild Tukan. NGC 330 hat einen Durchmesser von 1,4' und eine scheinbare Helligkeit von 9,6 mag. Der Kugelsternhaufen zählt aufgrund seines geringen Alters zu der Klasse der jungen blauen Kugelsternhaufen.
Der Kugelsternhaufen NGC 330 wurde am 1. August 1826 von dem schottischen Astronomen James Dunlop entdeckt.